# Acriopsis
Acriopsis, biljni rod iz porodice kaćunovki rasprostranjen po tropskoj Aziji i Australiji (Queensland). Postoji 10 priznatih vrsta

## Vrste
1. Acriopsis carrii Holttum
2. Acriopsis densiflora Lindl.
3. Acriopsis emarginata D.L.Jones & M.A.Clem.
4. Acriopsis floribunda Ames
5. Acriopsis gracilis Minderh. & de Vogel
6. Acriopsis indica C.Wright
7. Acriopsis inopinata Phoon & P.O'Byrne
8. Acriopsis latifolia Rolfe
9. Acriopsis liliifolia (J.Koenig) Seidenf.
10. Acriopsis ridleyi Hook.f.